# オッズパーク杯ガールズグランプリ
ガールズグランプリとは、ガールズケイリンで毎年その1年間で最も好成績を収めた選手7名が一発勝負（一回勝負）で覇を競う特別競走であり、毎年12月末のKEIRINグランプリ・寺内大吉記念杯競輪シリーズにおいて2日目となる12月29日に開催されている。格付けはGP（第12回より。第11回まではFII）。

## 概要
2012年8月30日に開催が決定。ガールズケイリンの魅力を広く発信するとともに、競輪の活性化に寄与することを目的に、その年の終尾を飾る「KEIRINグランプリシリーズ」において、年間女王を決定するレースとして「ガールズグランプリ」を実施するに至った。
同年12月28日、京王閣競輪場にて第1回の開催が行われ、以後毎回「KEIRINグランプリシリーズ」における初日最終レース（毎年12月28日の第11レース）にて行われていたが、2022年よりヤンググランプリと日程を入れ替え、2日目最終レース（12月29日の第11レース）に開催されている。
出場選手は、ガールズケイリン公式スポンサーのウエイブワン製作による、オリジナルデザインユニフォームを着用し出走する（デザインは毎回変わる）。
各回の呼称は「（オッズパーク杯）ガールズグランプリ●●（西暦年）」で、読み方は各年のKEIRINグランプリに準ずる（こちらを参照）。第2回（2013年）のみJFNの協賛により「JFN杯ガールズグランプリ2013」として行われ、第4回（2015年）からはオッズ・パーク社の協賛により「オッズパーク杯」の冠競走として行われている。なお、第12回（2023年）からは格付けがGPに昇格した事もあり、「オッズパーク協賛 ガールズグランプリ」と呼称が変更されている。
第9回（2020年）ではCOVID-19の流行と感染拡大を防止する観点から入場は事前申込制とし、かつ神奈川県在住かつ最大2000名限定と制限した上で開催された。なお、第10回（2021年）ではKEIRINグランプリシリーズ最終日（KEIRINグランプリ）のみ入場は事前申込制とされたためガールズグランプリ当日は入場制限はなされなかった。
第11回（2022年）より、開催日がヤンググランプリと入れ替え12月29日に変更された。また、出場選手は翌々日の12月31日を初日とする節の開催より導入されるガールズケイリンの新ユニフォームを先駆けて着用した（ただしグランプリ用オリジナルユニフォームのため、細部が異なる）。なお、平塚本場の入場者数が先着20,000名。を超えた場合は入場制限を実施する予定としたが、実施されなかった。
第12回（2023年）より、ガールズケイリンにおいて年間でガールズグランプリを頂点としたレース体系に改めたことで、格付けがガールズケイリンとしては史上初のGPに変更された。また、合わせて選考基準も変更され、新設されるGI3大会の優勝者には優先的にガールズグランプリ出場権を与えることも発表された。他にも、ガールズグランプリで3着までに入った3名については、出走除外規程に抵触して選考除外されるなどのペナルティを受けない限り翌年の全GI競走の出場権を得るほか、オールガールズクラシックにおいて初日優秀競走（シードレース）「ティアラカップ」に出走（同レースで失格しない限り自動的に2日目の準決勝進出の権利も獲得）できることとされた。

### 賞金
優勝賞金は、第1回は500万円であったが、第2回は700万円、第3回から第7回は1000万円、第8回から第9回は1005万円、第10回は1030万円、第11回は1110万円、第12回は1330万円、第13回は1430万円（いずれも副賞込み）と増額され、第14回では本賞金が1000万円（副賞の金額は不明）となった。
第8回以降は毎回、新たに副賞として協賛のオッズ・パーク社からレクサス・UX250h version L（新車価格500万円超）も贈呈されている。
近年の各着順における賞金額は、以下の通り。（　）内は副賞（1着に授与）を含んだ金額。単位は万円。
| 大会             | 1着         | 2着   | 3着   | 4着  | 5着  | 6着  | 7着  |
| ---------------- | ----------- | ----- | ----- | ---- | ---- | ---- | ---- |
| 第12回（2023年） | 700（1330） | 155.0 | 94.0  | 63.7 | 53.1 | 46.2 | 44.0 |
| 第13回（2024年） | 800（1430） | 161.2 | 97.8  | 66.2 | 55.2 | 48.0 | 45.8 |
| 第14回（2025年） | 1000        | 184.5 | 102.5 | 73.2 | 71.1 | 69.0 | 67.0 |

## 出場選手選抜方法・車番決定方法
オッズパーク杯ガールズグランプリの出場選手は、原則として各年のGI大会優勝者、世界選手権またはオリンピックケイリン金メダル獲得者、選考期間中における選考用賞金獲得額上位者とで、正選手7名、補欠選手1名を選抜する。ただし、除外規程も設けられており、世界選手権またはオリンピックで金メダルを獲得しても1月から10月の間の平均競走得点が20位以内に入らないと選出されないほか、選考期間中に複数回失格するなどした場合は選考から除外されるため、必ず選出されるとは限らない。

なお、補欠選手の数を超えて正選手の欠場等があった場合は、定めた選抜方法により勘案の上、JKAが追加選手を斡旋する。

### 出場選手選抜方法
女子選手のうち、品性、技能ともに優秀な選手を次の基準により運営調整部会において選抜する。
- 選考期間 … 当年1月 - 11月下旬（競輪祭女子王座戦最終日）、選考 … 11月、最低出走回数 … 40出走（1月 - 10月）
- 正選手の選抜

1. GI優勝者 … オールガールズクラシック、パールカップ、女子オールスター競輪、競輪祭女子王座戦
2. 世界選手権自転車競技大会ケイリン金メダル獲得者
  - 1月から10月の平均競走得点が上位20位以内の者に限る
3. 選考用賞金獲得額[注 5]上位者（同額の場合は1月 - 10月開催までの平均競走得点上位者）

- 補欠選手の選抜

正選手の選抜に準じ、正選手を除いた上位選手から順次選抜
第6回までは、選考対象期間中における平均競走得点（第1回と第2回）ないし獲得賞金額（第3回から第6回）の上位7名がそのまま出場権を獲得していたが、第7回から第11回はガールズグランプリトライアルレースの出場権（28名）を獲得しトライアルレースで優勝すれば賞金獲得額下位でもグランプリに出場できた。また、2. は第13回のみ世界選手権ではなくパリオリンピックケイリン金メダル獲得者とされた。
第7回 - 第11回
- 選考期間 … 当年1月 - 11月下旬（ガールズグランプリトライアルレース最終日）、選考 … 11月、最低出走回数 … 40出走
- 正選手の選抜

1. 東京オリンピック自転車競技トラック個人種目メダル獲得者（第9回・第10回※実質は第10回のみ）
2. ガールズグランプリトライアルレース「トパーズ」「アメジスト」各優勝者（2名）
3. 運営調整部会が特に認めた選手
4. 当年1月からガールズグランプリトライアルレース最終日までの期間における選考用賞金獲得額[注 5]の上位者（同額の場合は、当年1月から10月開催までの期間における平均競走得点上位者）

補欠選手は正選手の選抜に準じ、正選手を除いた上位選手から順次選抜。
第6回以前
第3回より第6回にかけては競輪選手の証である賞金獲得額順に選抜されており、参考に第3回から第6回における選抜方法も記載する。なお、第1回と第2回は平均競走得点上位者によって行われた。
- 選考期間 … 当年1月 - 9月、選考 … 10月、最低出走回数 … 36出走

1. 運営調整部会が特に認めた選手
これについては選手選考以前に決定する。
  - 第5回のみ「リオデジャネイロオリンピック自転車競技トラック個人種目メダル獲得者」が最優先とされた[15]（ただし獲得者はなし）。
2. 選考用賞金獲得額上位者を順次選抜する
選考用賞金獲得額が同額だった場合は、選考期間における平均競走得点の上位者を上位とする。

補欠選手は正選手を除く賞金獲得額上位者からさらに順次選抜される。

### 車番決定方法
原則として、出場正選手・補欠選手の発表と同時に選考順位順に優先的に内枠が与えられることになっており、1位に1番車、2位に2番車、の順に繰り下がり、7位に7番車が与えられる。
第7回から第11回までは、選考順位順に車番を1番から7番まで決定することは従来通りとしつつ、トライアルレースが実施されることに伴い、以下の順で選考順位を決定することとした。
1. ガールズグランプリトライアルレース優勝者
  - トライアルレース優勝者2名の序列は、選考期間（1月〜トライアルレース最終日）までの選考用賞金獲得額順
2. 運営調整部会が特に認めた選手
3. 選考用賞金獲得額

第9回では、開催地である平塚競輪場での12月4日から6日の本場開催において、初日の4日に車番を後半のレースの合間ごとに1名ずつ発表した。

## レース成績
第1回 - 第10回は各年12月28日に、第11回以降は各年12月29日に、それぞれ実施。
| 回     | 開催年             | 決勝戦 | 優勝       | 2着               | 3着        | 4着               | 5着               | 6着                | 7着                       | レース概要 | 3連単配当     |
| ------ | ------------------ | ------ | ---------- | ----------------- | ---------- | ----------------- | ----------------- | ------------------ | ------------------------- | ---------- | ------------- |
| 第1回  | 2012年（平成24年） | 京王閣 | 小林莉子   | 荒牧聖未          | 加瀬加奈子 | 中川諒子          | 増茂るるこ        | 中山麗敏           | 中村由香里                |            | ①②④ 118,290円 |
| 第2回  | 2013年（平成25年） | 立川   | 中村由香里 | 加瀬加奈子        | 石井寛子   | 山原さくら        | 梶田舞            | 中山麗敏           | 中川諒子                  |            | ③②① 5,820円   |
| 第3回  | 2014年（平成26年） | 岸和田 | 梶田舞     | 加瀬加奈子        | 小林優香   | 中川諒子          | 石井寛子          | 中村由香里         | 山原さくら                |            | ⑥③① 15,420円  |
| 第4回  | 2015年（平成27年） | 京王閣 | 小林優香   | 石井寛子          | 小林莉子   | 奥井迪            | 山原さくら        | 梶田舞             | ＜失格＞石井貴子（106期） |            | ①⑥④ 11,530円  |
| 第5回  | 2016年（平成28年） | 立川   | 梶田舞     | 奥井迪            | 児玉碧衣   | 石井寛子          | 尾崎睦            | 高木真備           | 山原さくら                |            | ⑥⑤④ 4,460円   |
| 第6回  | 2017年（平成29年） | 平塚   | 石井寛子   | 奥井迪            | 梶田舞     | 高木真備          | 尾崎睦            | 児玉碧衣           | 長澤彩                    |            | ⑦④② 62,330円  |
| 第7回  | 2018年（平成30年） | 静岡   | ◎児玉碧衣  | 石井貴子（106期） | 高木真備   | 尾崎睦            | ○梅川風子         | 石井寛子           | 鈴木美教                  |            | ①④⑤ 5,100円   |
| 第8回  | 2019年（令和元年） | 立川   | 児玉碧衣   | 石井貴子（106期） | ◎小林優香  | 佐藤水菜          | 奥井迪            | ＜落再＞石井寛子   | ＜落再＞○梅川風子         |            | ③⑤② 4,110円   |
| 第9回  | 2020年（令和2年）  | 平塚   | ◎児玉碧衣  | 梅川風子          | 高木真備   | 石井貴子（106期） | 鈴木美教          | ○佐藤水菜          | 石井寛子                  |            | ①⑤③ 1,330円   |
| 第10回 | 2021年（令和3年）  | 静岡   | 高木真備   | 小林莉子          | ○児玉碧衣  | 坂口楓華          | ◎小林優香         | 尾方真生           | 石井寛子                  |            | ⑤④① 37,090円  |
| 第11回 | 2022年（令和4年）  | 平塚   | 柳原真緒   | 山原さくら        | 奥井迪     | 尾方真生          | ＜落再＞◎佐藤水菜 | ＜落棄＞○児玉碧衣  | ＜失格＞石井寛子          |            | ④⑥⑤ 103,730円 |
| 第12回 | 2023年（令和5年）  | 立川   | C佐藤水菜  | Q梅川風子         | P児玉碧衣  | 久米詩            | 坂口楓華          | 吉川美穂           | 尾方真生                  |            | ①③② 1,430円   |
| 第13回 | 2024年（令和6年）  | 静岡   | 石井寛子   | Q佐藤水菜         | 尾崎睦     | 坂口楓華          | C児玉碧衣         | P石井貴子（106期） | 尾方真生                  |            | ⑦③⑤ 40,490円  |

【注釈】選手名横の印は、◎と○は第7回から第11回まで行われたトライアルレース優勝者。◎はグループA（第8回以降は「トパーズ」）優勝、○はグループB（第8回以降は「アメジスト」）優勝。ほか、Cはオールガールズクラシック優勝、Pはパールカップ優勝、Aは女子オールスター競輪優勝、Qは競輪祭女子王座戦優勝、Wは世界選手権ケイリン金メダル（優勝）、無印は獲得賞金額上位での選出（女子オールスター競輪は第14回以降、それ以外は第12回以降）。　＜落再＞＝落車再入、＜落棄＞＝落車棄権

## 実況中継
テレビ
- 2012年の第1回から、2016年の第5回・2017年の第6回を除いて2019年の第8回までBS日テレ[注 6]で放送されていた。

- BS日テレで放送されなかった2016年・2017年は東京メトロポリタンテレビジョン（TOKYO MX）にて、『菊地亜美の女子力向上委員会スペシャル』として放送された。なお、2015年の第4回までは2014年の第3回[注 7]を除いてTOKYO MX以外の地上波でもCS中継の同時ネットで放送されていた。

- 2020年の第9回と2021年の第10回はSPEEDチャンネルのみとなっていたが、2022年の第11回以降はBS日テレと日本テレビ（関東ローカル）でも『坂上忍の勝たせてあげたいTV 人力最速女王決定戦 ガールズグランプリ』として放送されている。同年はレース中継としては世界初となる「自由視点映像」も導入された[注 8][18][19]。

インターネット
- Keirin.jp公式サイトのほか、各競輪場のYouTubeチャンネルや2018年の第8回以降はKドリームス「本気の競輪TV」や2019年の第8回以降はABEMA「ABEMA 競輪・オートレースチャンネル」などで中継・配信されている。

- 2021年の第10回では、定額制動画配信サービスのスポーツ・チャンネル「DAZN」でも初めて中継・配信が行われた（DAZNでの競輪中継自体が今回が初めてとなった）[20]。

ラジオ
- 中波放送においては、2019年の第8回までラジオ日本[注 9]で放送されていたが、2020年以降は放送自体を取りやめている。

- 短波放送においては、2022年の第11回で短波放送であるラジオNIKKEIにて初めて中継が行われた[注 10][21]。2023年の第12回以降も放送されている。

## エピソード
- 初出場初優勝は、初開催となった第1回の小林莉子を除くと、第11回の柳原真緒のみ。なお、小林莉子はデビューから最短（5か月）でのガールズグランプリ優勝でもあった。

- 過去最高売上額は、第13回での9億2769万2200円[22]で、次点は第12回での9億2384万7000円[23]。

- 最多出場は石井寛子で、通算11回。なお、デビューした2013年（第2回）から2022年（第11回）まで10年連続出場を果たした（連続出場記録でもある）。

- 前回からの最長ブランクは、第10回の小林莉子と、第11回の山原さくらと、第13回の尾崎睦で、いずれも6年ぶり。

- 最年長出場は、第11回の奥井迪（41歳0か月）。最年長優勝は、第13回の石井寛子（38歳11か月）。

- 第2回以降で、デビューから最短でのガールズグランプリ初出場は、いずれもデビューから7か月である石井寛子、梶田舞、山原さくら（ともに第2回。104期）、小林優香（第3回。106期）の4名。なお、これら4名が出場した当時は選考条件が現在とは異なっていたほか、新人戦（競輪ルーキーシリーズ）はなかったものの5月にデビューしていた。

- 第9回では、初めて初出場はいなかった（出場者全員が2回目以上）。また、比較的高配当が出ている三連単でも配当は1000円台と過去最低となった。

- 第10回では、藤田剣次（福岡、85期）を師匠とする「藤田一門」から小林優香、児玉碧衣、尾方真生の3名が出場した。また、高木真備が児玉碧衣の4連覇を阻止した。

- 第11回では、競輪祭終了時点で賞金ランキング6位であった尾崎睦が、選考期間中に失格を2回したため除外規定により選考除外され、同7位であった尾方真生が繰り上がった[14]。レースは、最終周回3コーナーで石井寛子が外を捲った児玉碧衣を押上げ落車させ、さらにその外を捲った佐藤水菜をも巻き込み落車させたことで1番人気の佐藤、2番人気の児玉がともに着外となり、3連単が103,730円（127番人気）の高配当となった（10万円超えは第1回以来）。最後の直線で追い込んだ柳原真緒が初出場初優勝し、また石井寛子はデビューから10年目にして初の失格となった。

- 第13回では、佐藤水菜が同年の世界選手権女子ケイリンで金メダルを獲得したが、同大会の特例出場はパリオリンピック女子ケイリンで金メダルを獲得が条件であったため、特例出場はならなかった。ただし、その後行われた競輪祭女子王座戦で優勝したことにより、GI覇者としてグランプリに出場した。人気は佐藤の一本被りであったため、石井寛子が優勝し佐藤は2着となったことで、2車単でも⑦-③で4,660円もの高配当となった。

## 今後の開催予定
- 第14回（ガールズグランプリ2025）- 2025年12月29日 （平塚競輪場）
- 第15回（ガールズグランプリ2026）- 2026年12月29日 （いわき平競輪場）